# Jules Onana
Jules Denis Onana (Yaoundé, 1964. június 12. –) kameruni válogatott labdarúgó.

## Pályafutása

### Klubcsapatban
1988 és 1994 között a Canon Yaoundé csapatában játszott. 1995-ben az Aigle Nkongsambam 1996-ban a francia Blagnac FC játékosa volt. 1997 és 2002 között Indonéziában játszott. 1997-től 2000-ig a Persma Manado, 2001-ben a Persis Solo, 2002-ben a Pelita Krakatau Steel együttesében szerepelt.

### A válogatottban
1988 és 1995 között 42 alkalommal szerepelt a kameruni válogatottban. Részt vett az 1990-es világbajnokságon, illetve az 1990-es és az 1992-es Afrikai nemzetek kupáján. 

## Sikerei, díjai
Canon Yaoundé
- Kameruni bajnok (1): 1991